# المعاريض
المعاريض جمع مِعْراض، وهي مشتقة من التعريض في القول، أي خلاف التصريح به. وتعد مندوحة (أي سَعَة) عن الكذب، وجاء في الحديث النبوي «عن عمران بن حصين رضي الله عنه قال: قال رسول الله ﷺ: إنّ في المعاريض لَمَندوحةً عن الكذب». ورواه البخاري في صحيحه تعليقا.

## معنى المعاريض
هي أن يقولَ الشخصُ لفظًا هو ظاهرٌ في معنًى، ولكنّ المرادَ به معنًى آخرُ، ويتم استثمار التشابهِ في الصّوت بين المعنيين.

## الهدف منها
أن ينجو المرء من [الكذب] المحرّم شرعًا؛ بأن يلجأ إلى [التورية] المُباحة بوساطة التّعريض والتورية والمشترك اللفظيّ بأن يستخدم المعاريض. وقد يلجأ لها المسلم حين الضَّرورة (خاصّة عندما تتعرّض مقاصد الشريعة لخطر الهلاك؛ كالدّين والعِرض والمال والولد). ولا تستخدم لكل مسألة فيصبح الرجلُ كذابًا.

## أمثلة منها
1. المعاريض في الحرب، كما حصل بين الرسول صلى الله عليه وسلم وبين الأعرابيّ الذي سألَ عن وجهة المسلمين يوم غزوةِ بدر. وفي الإصلاح بين متخاصمين ومع الزوجة.
2. قصة طلحة مع زوجته أم سليم.
3. ما حدث في طريق الهجرة بين النبي محمد وبين أبي بكر الصديق.
4. قول العباس بن عبد المطلب حينما سئل هل هو أكبر أم النبي فقال: هو أكبر مني وأنا ولدت قبله.
5. قصة الإمام أحمد بن حنبل مع صديقه المروزي.

### شروط المعاريض
1. ألا تقترن بقسم (يمين).
2. ألا يترتب عليها أخذ حق لأحد.

### أحكامها الشرعية
1. الأصل أنها مباحة للمضطر.
2. حرام: ان كان فيها يمين (أي قسم) أو أخذ بواسطتها حق لأحد.
3. مكروهة: ان لم تكن لحاجة أو اضطرار لها.